# Дамік-ілішу I
Дамік-ілішу I — останній цар Ісіна межі XIX—XVIII століть до н. е.

## Правління
Правління Дамік-ілішу завершилось тим, що Ісін втратив незалежність і був підкорений царем Ларси Рім-Сіном. Перебіг подій того завоювання невідомий. Відомо лише, що Дамік-ілішу в союзі з Уруком, Вавилоном, Рапікумом та якимись сутійськими племенами виступив проти Рім-Сіна, утім та коаліція зазнала нищівної поразки. Упродовж тривалої боротьби священне місто Ніппур переходило з рук в руки.